# Cassinia
Cassinia là một chi thực vật có hoa trong họ Cúc (Asteraceae).

## Loài
Chi Cassinia gồm các loài: